# خورخي هرنانديز هرنانديز
خورخي هرنانديز هرنانديز هو سياسي مكسيكي، ولد في 18 أغسطس 1965 في ولاية مكسيكو في المكسيك. نشط حزبياً في الحزب الثوري المؤسساتي. وقد انتخب عضو مجلس النواب المكسيك ‏.